# Brother (Boyzone)
Brother è il quarto album in studio della band irlandese Boyzone, pubblicato nel 2010 dalla Polydor.

## Descrizione
Il titolo è stato scelto in memoria del membro del gruppo Stephen Gately, morto nell'ottobre del 2009.
L'album contiene un singolo, Gave It All Away, composto dal cantante libanese Mika, in cui è presente la voce di Gately, che era riuscito a registrarne una parte prima della sua scomparsa.

## Tracce
1. Gave It All Away – 4:27
2. Love Is a Hurricane – 3:30
3. Ruby – 4:27
4. Too Late for Hallelujah – 3:38
5. Separate Cars – 3:11
6. One More Song – 3:33
7. Right Here Waiting – 3:38
8. Nothing without You – 3:21
9. 'Til the Sun Goes Down – 3:45
10. Time – 4:10
11. Let Your Fall Down – 5:11
12. Stronger – 3:50

## Formazione
- Ronan Keating, voce
- Mikey Graham, voce
- Keith Duffy, voce
- Shane Lynch, voce